# Welington Morais
Welington Silva Morais (* 6. September 1996 in Imperatriz) ist ein brasilianischer Leichtathlet, der sich auf das Kugelstoßen spezialisiert hat. Zu seinen größten Erfolgen zählen die Goldmedaille bei den Südamerikaspielen 2022 sowie die Titel bei den Südamerikameisterschaften 2021 und 2023.

## Sportliche Laufbahn
Erste internationale Erfahrungen sammelte Welington Morais im Jahr 2012, als er bei den Jugendsüdamerikameisterschaften in Mendoza mit einer Weite von 63,59 m die Silbermedaille mit dem 700-g-Speer gewann. 2015 gewann er dann mit 18,24 m die Silbermedaille bei den Juniorensüdamerikameisterschaften in Cuenca und belegte anschließend mit 17,85 m den siebten Platz bei den Panamerikanischen-Juniorenmeisterschaften im kanadischen Edmonton. 2018 siegte er mit 19,85 m bei den U23-Südamerikameisterschaften in Cuenca und 2019 schied er bei der Sommer-Universiade in Neapel ohne einen gültigen Versuch in der Qualifikation aus, ehe er bei den Panamerikanischen Spielen in Lima mit 19,22 m den siebten Platz belegte. 2021 wurde er bei den Südamerikameisterschaften in Guayaquil mit einem Stoß auf 19,87 m Südamerikameister. Im Jahr darauf gewann er bei den Ibero-Amerikanischen Meisterschaften in La Nucia mit 20,78 m die Silbermedaille hinter seinem Landsmann Darlan Romani und anschließend schied er bei den Weltmeisterschaften in Eugene mit 19,80 m in der Qualifikationsrunde aus. Im Oktober nahm er an den Südamerikaspielen in Asunción teil und siegte dort mit einem Stoß auf 20,00 m.
2023 siegte er mit 20,59 m bei den Südamerikameisterschaften in São Paulo, ehe er bei den Weltmeisterschaften in Budapest mit 20,30 m in der Qualifikationsrunde ausschied. Im November belegte er bei den Panamerikanischen Spielen in Santiago de Chile mit 20,26 m den fünften Platz. Im Jahr darauf gewann er bei den Hallensüdamerikameisterschaften in Cochabamba mit 19,50 m die Bronzemedaille hinter seinem Landsmann Darlan Romani und Nazareno Sasia aus Argentinien. Im Mai gewann er bei den Ibero-Amerikanischen Meisterschaften in Cuiabá mit 20,51 m die Bronzemedaille hinter dem Portugiesen Francisco Belo und Landmann Romani. Anschließend brachte er bei den Olympischen Sommerspielen in Paris in der Vorrunde keinen gültigen Versuch zustande. 2025 siegte er mit 20,92 m bei den Hallensüdamerikameisterschaften in Cochabamba, ehe er bei den Hallenweltmeisterschaften in Nanjing mit 20,13 m auf den elften Platz gelangte. Ende April gewann er bei den Südamerikameisterschaften in Mar del Plata mit 20,26 m die Silbermedaille hinter seinem Landsmann Willian Dourado.
2022 wurde Morais brasilianischer Meister im Kugelstoßen.